# کریستینا گایونی
کریستینا گایونی (ایتالیایی: Cristina Gaioni؛ زادهٔ ۴ نوامبر ۱۹۴۰) بازیگر اهل ایتالیا است.

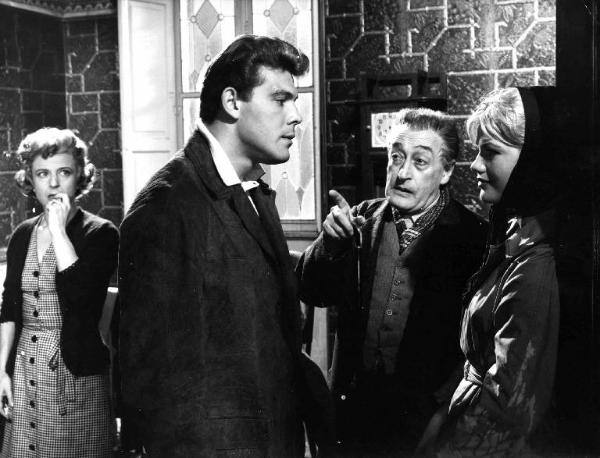
کریستینا گایونی و توتو در فیلم "Arrangiatevi" (1959).

از فیلم‌هایی که وی در آن نقش داشته است، می‌توان به حقایق قتل، خشم آشیل، تمپست، ترور، چشم گربه و زنان زندانی بند ۷ اشاره کرد. گایونی برنده جایزه انجمن ملی فیلم ایتالیا بهترین بازیگر نقش مکمل زن در سال ۱۹۶۰ شده است.